# X Mostra de Cinema Llatinoamericà de Lleida
La X Mostra de Cinema Llatinoamericà de Lleida va tenir lloc a Lleida entre el 13 i el 21 de març de 2004. Fou organitzada pel Centre Llatinoamericà de Lleida amb el suport del Patronat de Turisme de la Paeria de Lleida i la col·laboració de la Fundació "la Caixa", la Universitat de Lleida, l'Instituto de Cooperación Iberoamericana, el Ministeri d'Assumptes Socials d'Espanya, la Casa de América i l'Institut Català de Cooperació Iberoamericana. La inauguració i clausura es van celebrar al Teatre Principal de Lleida i les exhibicions al Teatre Municipal de l'Escorxador. La seva inauguració es va retardar un dia en solidaritat amb les víctimes de l'atemptat de l'11 de març. Es van projecar 66 pel·lícules d'11 països enquadrades en 7 seccions (Secció Oficial, Documentals, Curtmetratges, Escoles de Cinema, Homenatge a Gonzalo Suárez, Homenatge a Wanda Visión i Els Goya llatinoamericans). En la cloenda es va retre homenatge al director Gonzalo Suárez i a la productora Wanda Visión.

## Pel·lícules exhibides

### Selecció oficial
- El abrazo partido de Daniel Burman
- ...en fin, el mar de Jorge Dyszel
- La primera noche de Luis Alberto Restrepo
- Sexo con amor de Boris Quercia
- Perfecto amor equivocado de Gerardo Chijona
- La mina de Víctor Laplace
- Cuando salí de Cuba de Ramon Pallarès
- El fondo del mar de Damián Szifron
- Bar, el Chino de Daniel Burak
- Los rollos perdidos de Pancho Villa de Gregorio Rocha
- B-Happy de Gonzalo Justiniano /
- El viaje hacia el mar de Guillermo Casanova Arosteguy /[5]
- El misterio del Trinidad de José Luis García Agraz
- Suite Habana de Fernando Pérez Valdés
- Historias mínimas de Carlos Sorín

### 20 Anys senseJulio Cortázar
- Cortázar (1994) de Tristán Bauer

## Premis
Els premis atorgats en aquesta edició foren:
| Categoria            | Premiat                             | Treball                |
| -------------------- | ----------------------------------- | ---------------------- |
| Premi de l'Audiència | Bar, el Chino                       | Daniel Burak           |
| Menció especial      | Bar, el Chino                       | Daniel Burak           |
| Millor pel·lícula    | El abrazo partido                   | Daniel Burman          |
| Millor opera prima   | El fondo del mar                    | Damián Szifron         |
| Millor director      | Daniel Burman                       | El abrazo partido      |
| Millor actor         | Daniel Hendler                      | El fondo del mar       |
| Millor actriu        | Paulina Gálvez                      | Subterra               |
| Millor guió          | Marcelo Birmajer i Daniel Burman    | El abrazo partido      |
| Millor curtmetratge  | Profilaxis                          | Daniel Sánchez Arévalo |
| Millor documental    | Los rollos perdidos de Pancho Villa | Gregorio Rocha         |